# 白垩翼鸟属
白垩翼鸟属（学名：Cimolopteryx，意为“白垩纪的翼”）是种晚白垩世的史前鸟类，现被认为仅含单一物种稀少白垩翼鸟（Cimolopteryx rara）。唯一可确认属于该物种的标本发现于怀俄明州兰斯组，时间为距今6600万年左右的马斯特里赫特期末期。另从兰斯组及蒙大拿州的地狱溪组描述了一个称为“巨型白垩翼鸟”（"Cimolopteryx" maxima）的存疑种。加拿大萨斯喀彻温省南部法国人组发现的部分左喙骨亦被归入该属。

## 描述及历史

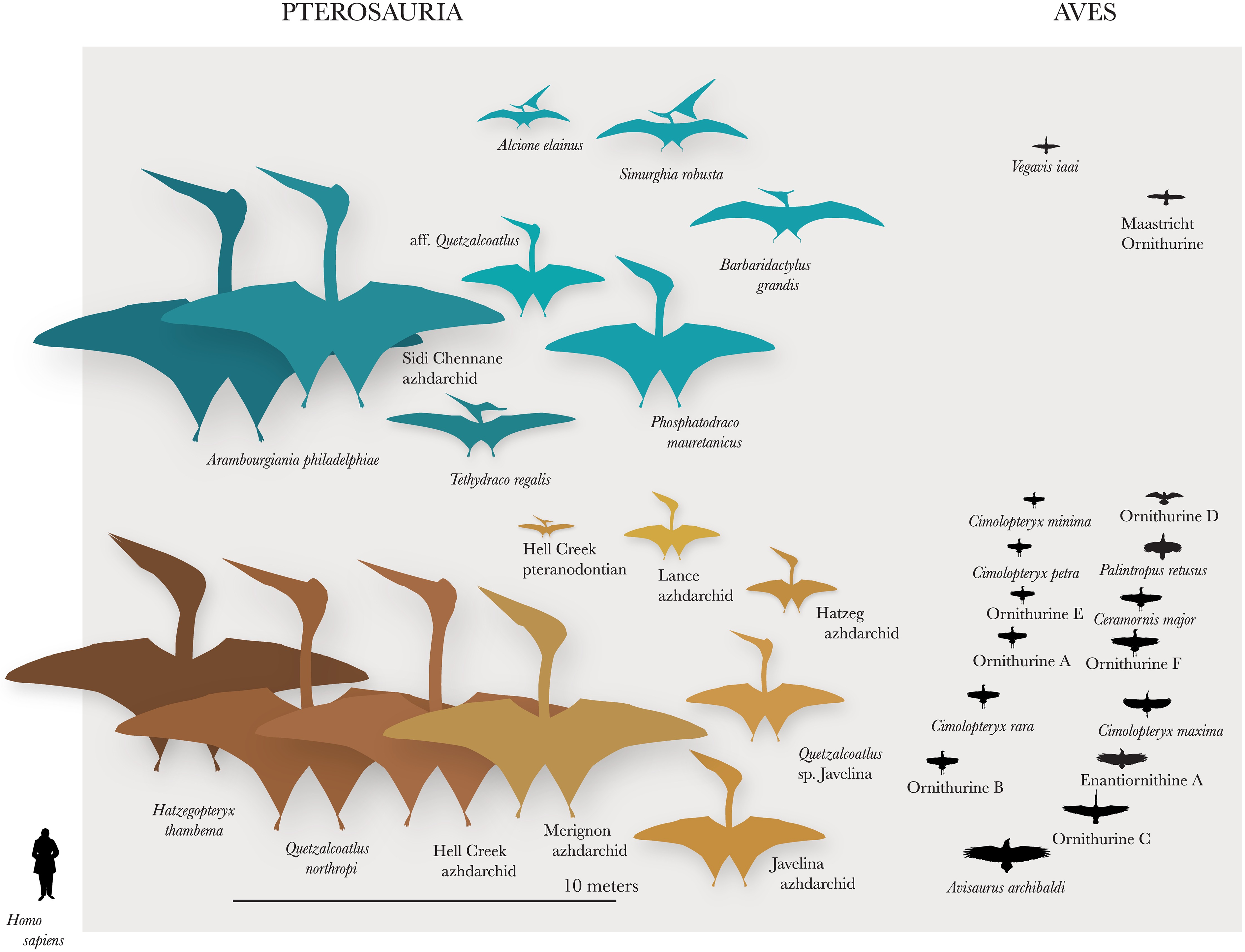
白垩翼鸟（右下）各物种与其它马斯特里赫特期鸟类、翼龙及人类的体型比较

白垩翼鸟是种非常小的鸟类，最多只有一只小型海鸥般大小。本属已知化石几乎全是喙骨，但这些骨头解剖构造独特，足以与其它鸟类相区分，甚至可以鉴别出不同的物种。其中首个被发现的是标本YMP 1845，由古生物学家奥塞内尔·查利斯·马什于1889年在论文注脚中首次提及并非正式命名，但直至1892年才被正式描述。马什还在同一篇论文中描述了第二个种：古老白垩翼鸟（Cimolopteryx retusa），但该物种现已鉴定为一种不同的鸟类，并重新命名为古老回足鸟。

## 分类及物种
本属所含物种多年来几经变化，如今大多数曾归入该属的物种均已重新归类或被视为分类不明。2002年，席尔维娅·霍普（Sylvia Hope）对化石残骸进行了重新评估，其中最多鉴别出五个物种：稀少白垩翼鸟（Cimolopteryx rara）、岩崖白垩翼鸟（C. petra）、巨型白垩翼鸟（C. maxima）、娇小白垩翼鸟（C. minima）和一个未命名种。稀少种与岩崖种被认为最具鉴别性，两者发现于相同地层（兰斯组及法国人组）但尺寸不同，后者体型较小。尼古拉斯·朗里奇（Nicholas Longrich）在2009年的回顾中认为上述物种均为同一种，排除了可能由性别或生长阶段引发的体型差异。然而，朗里奇在2011年对兰斯期鸟类的分析中驳回了自己的观点，认为四者均为不同物种。2010年，费德里克·阿格诺林（Federico Agnolin）将娇小种与岩崖种归入新属拉马克鸟，依据是两者与模式种南方拉马克鸟相似。来自年代更早的阿尔伯塔省恐龙公园组的另一物种亦已被重新鉴定为疑似拉马克鸟而非白垩翼鸟新种。
“巨型白垩翼鸟”（"Cimolopteryx" maxima）体型约为稀少白垩翼鸟的两倍，但仅凭已知解剖特征不足以确认其究竟属于白垩翼鸟还是其它属。朗里奇于2011年提出其可能为独立属种，但没有为该物种命名新属。还有一些类似白垩翼鸟的材料被霍普列为未确认物种，但缺乏足够的独特特征来准确鉴别，故无法确认是否属于白垩翼鸟。
霍普认为白垩翼鸟可能是鸻形目成员，但由于该属所有物种都只发现过肩带及翅膀骨骼碎片，因此该分类只是暂定的，还有一项系统发育分析未能解出许多化石零散的兰斯阶鸟类物种的谱系关系。阿格诺林观察了不同物种喙骨之间的解剖相似性，并得出结论称，白垩翼鸟和拉马克鸟可与陶土鸟一起归入一个独立的科：白垩翼鸟科。